# Sporting Club Cilu
Maillots
Le Sporting Club Cilu (Ciment de Lukala) est un club congolais de football basé à Lukala dans le Kongo central. Il évolue actuellement en première division congolaise, la Linafoot.

## Personnalités du club

### Joueurs emblématiques
- 2000-2002 :  Belmond Nsumbu
- 1997-2002 :  Kasongo Ngandu
- 2004-2005 :  Guy Lusadisu
- 205 :  Ibrahim Somé
- 2005-2006 :  Nono Lubanzadio
- -2006 :  Guélor Franck Nkela
- 2006-2007 :  Tychique Ntela

### Entraîneurs
- ?? :  Albert Kanta Kambala
- 2003-2006 :  Guillaume Ilunga
- 2006-2007 :  Zico Kiadivila[3]
- 2007 :   Mukeba[4]
- Timothée Diongo Anyambela[5]
- 2018 :  Papy Zamena[6]

## Palmarès
- Coupe UNIFFAC des clubs(1)
  - Vainqueur : 2006[7]

- Coupe de RDC(1)
  - Vainqueur : 2004
  - Finaliste : 2005

- Supercoupe de RDC(1)
  - Vainqueur : 2004

- LIFKOCE (10)
  - Vainqueur : 1983, 1984, 2001, 2002, 2003, 2004, 2005, 2006, 2007, 2008 [8]

- EUFNGUNGU (2)
  - Vainqueur : 2004, 2007